# John Rogers Thomas
John Rogers Thomas   (Newport, 26 de març de 1830 - Nova York, 5 d'abril de 1896) va ser un compositor, pianista i cantant gal·lès nacionalitzat estatunidenc.
Thomas va néixer a Newport, al sud de Gal·les. Baríton i compositor, va venir per primera vegada a Amèrica amb la "Sequin English Opera Company" i es va interessar per la música d'Amèrica que es desenvolupava. Va cantar i va fer un tour amb "Bryant's Minstrels" i es va instal·lar a la ciutat de Nova York.
Va escriure més de cent cançons populars americanes durant el segle xix de les quals les més populars van ser The Cottage by the Sea (1856), Old Friends and Old Times (1856), Bonny Eloise — The Belle of Mohawk Vale (1858), Tis But a Little Faded Flower (1860), Quan la guerra s'acaba, Mary (1864), Beautiful Isle of the Sea (1865), Croquet (1867), Eilleen Allanna (1873) i Rose of Killarney (1876). Thomas publicava ocasionalment material sota els pseudònims Charles Osborne, Arthur Percy i Harry Diamond. A més d'escriure cançons, Thomas va compondre tres obres més grans; El pícnic (1869), una opereta infantil amb llibret de George Cooper; The Lady in the Mask (1870), una opereta amb llibret de George Cooper; i Diamond Cut Diamond (1876), una òpera de saló en un sol acte.
A més de les seves cançons populars, Thomas també va compondre música sacra, i també va ser conegut com a professor a Brooklyn i a la ciutat de Nova York, on entre d'altres alumnes tingué a Emerson Whithorne i ciutat on va morir.
Correcció de la data i lloc de naixement de Thomas; nascut el 1829 a Newport, "South Wales", no a Rhode Island, com es va dir anteriorment.